# Korog
Korog is een plaats in de gemeente Tordinci in de Kroatische provincie Vukovar-Srijem. De plaats telt 521 inwoners (2001).